# Deportació dels tàtars de Crimea
Es coneix com a Sürgünlik ("exili" en tàtar de Crimea) la deportació dels tàtars de Crimea el 1944 a la República Socialista Soviètica de l'Uzbekistan.
Les deportacions van ser ordenades per Ióssif Stalin com a acte de càstig col·lectiu per alguns suposats actes de col·laboracionisme amb l'Alemanya Nazi durant el període 1942-1943, dins la Segona Guerra Mundial. Durant l'època de desestalinització, aquestes accions van ser denunciades pel govern soviètic, però els tàtars no retornaren a la península de Crimea fins l'època de la perestroika.
La deportació va començar el 17 de maig de 1944 en totes les localitats habitades de Crimea. Més de 32.000 efectius de la NKVD van participar en l'acció. 193.865 tàrtars de Crimea van ser deportats: d'ells, 151.136 a la República Socialista Soviètica de l'Uzbekistan, 8.597 a la República Socialista Soviètica Autònoma de Marí El, 4.286 a la República Socialista Soviètica del Kazakhstan, i la resta (29.486) a diversos oblasts de la República Socialista Federada Soviètica de Rússia.
Entre maig i novembre de 1944, 10.105 tàtars de Crimea van morir d'inanició en la República Socialista Soviètica d'Uzbekistan (el 7% dels deportats a aquesta república). Prop de 30.000 (el 20%) van morir en l'exili durant el següent any i mig, segons les dades de la NKVD (el 46% segons les dades dels activistes tàrtars de Crimea).
Els activistes de Crimea reclamen el reconeixement del Sürgünlik com a genocidi.